# Fenalår
Fenalår er betegnelsen for et stykke saltet og tørret kød af lårene fra får, men også fra geder. Processen tager mindst tre måneder.
Mange forbinder fårekød med julen. Det skyldes, at november tidligere var slagtemåned.
For at få en god kvalitet, blev låret før i tiden hængende både én og to vintre i fadeburet. De bedste fenalår havde ofte 5-6 vintre bag sig.